# 외부지도
외부지도(外夫支島)는 경상남도 통영시 산양읍 연곡리에 있는 섬이다. 특정도서로 지정하여 관리되고 있다. 무인도이다.

## 특정도서
외부지도는 지형·경관이 우수하고, 암벽식생이 발달하여 희귀식물이 생육되고 있으며, 해양생물이 다양하여 독도 등 도서지역의 생태계보전에 관한 특별법에 의거 특정도서로 지정되었다.
- 지정번호 : 제31호
- 면적 : 104,661m2
- 지번 : 경상남도 통영시 산양읍 연곡리 산199～산203, 산199-1, 산204-1, 산204-2, 산205～산211